# ナンヨウザクラ科
ナンヨウザクラ科（ナンヨウザクラか、学名：Muntingiaceae  C.Bayer, M.W.Chase & M.F.Fay）はアオイ目に属する被子植物の科である。Dicraspidia、ナンヨウザクラ属（Muntingia）、Neotessmannia の3属を含み、いずれの属も単型である。アメリカ大陸の熱帯地域に生育している木本植物である。クロンキスト体系では 、シナノキ科に含まれていた。本科に含まれるナンヨウザクラ（Muntingia calabura）は、果物を食用としており、熱帯地域で幅広く栽培されている。